# Oscar pour une contribution spéciale
L'Oscar pour une contribution spéciale (Academy Award for Special Achievement) est une récompense exceptionnelle décernée depuis 1973 par l'Academy of Motion Picture Arts and Sciences (AMPAS), laquelle décerne également tous les autres Oscars. Ce prix récompense une contribution exceptionnelle au cinéma, généralement une innovation technique et principalement dans le domaine des effets visuels et sonores.
Comme l'Oscar d'honneur, il est attribué de façon irrégulière par un comité spécial. Apparu pour la première fois en 1973, il est couramment décerné jusqu'au milieu des années 1990, mais il a quasiment disparu depuis, avec un seul prix à ce jour.
Les Oscars des meilleurs effets visuels et des meilleurs effets sonores sont décernés parallèlement chaque année en compétition.

## Palmarès
Note : l'année indiquée est celle de la cérémonie récompensant les films sortis l'année précédente. Le libellé des dédicaces est indiqué entre guillemets.

### Années 1970
- 1973 : L'Aventure du Poséidon (The Poseidon Adventure) - L. B. Abbott et A. D. Flowers (effets visuels)
- 1975 : Tremblement de terre (Earthquake) – Frank Brendel, Glen Robinson et Albert Whitlock (effets visuels)
- 1976 : L'Odyssée du Hindenburg (The Hindenburg) – Peter Berkos (effets sonores), Albert Whitlock et Glen Robinson (effets visuels)
- 1977 : King Kong – Carlo Rambaldi, Glen Robinson et Frank Van der Veer (effets visuels)
- 1978 : Rencontres du troisième type (Close Encounters of the Third Kind) – Frank E. Warner (effets sonores)
- 1979 : Superman – Les Bowie, Colin Chilvers, Denys Coop, Roy Field, Derek Meddings et Zoran Perisic (effets visuels)

### Années 1980
- 1980 : L'Étalon noir (The Black Stallion) – Alan Splet (effets sonores)
- 1981 : L'Empire contre-attaque (The Empire Strikes Back) – Brian Johnson, Richard Edlund, Dennis Muren et Bruce Nicholson (effets visuels)
- 1982 : Les Aventuriers de l'arche perdue (Raiders of the Lost Ark) – Ben Burtt, Richard L. Anderson (effets sonores)
- 1984 : Le Retour du Jedi (Return of the Jedi) – Richard Edlund, Dennis Muren, Ken Ralston et Phil Tippett (effets visuels)
- 1985 : La Rivière (The River) – Kay Rose (effets sonores)
- 1988 : RoboCop – Stephen Flick et John Pospisil (effets sonores)
- 1989 : Qui veut la peau de Roger Rabbit (Who Framed Roger Rabbit) – Richard Williams (direction de l'animation)

### Années 1990
- 1991 : Total Recall – Eric Brevig, Rob Bottin, Tim McGovern et Alex Funke (effets visuels)
- 1996 : John Lasseter, « pour sa direction inspirée de l'équipe de Toy Story, premier long-métrage d'animation en images de synthèse des studios Pixar[1] »

### Années 2010
- 2018 : Alejandro González Iñárritu pour la technique de la réalité virtuelle employée dans son court-métrage dramatique Flesh and Sand (Carne y Arena)